# Qatar Ladies Open 2015
Il Qatar Ladies Open 2015 è un torneo di tennis giocato sul cemento. È la 13ª edizione del Qatar Ladies Open che faceva parte della categoria Premier nell'ambito del WTA Tour 2015. Si gioca nel Khalifa International Tennis Complex di Doha, in Qatar dall'23 febbraio al 1º marzo 2015.

## Partecipanti

### Teste di serie
| Nazionalità | Giocatrice           | Ranking* | Testa di serie |
| ----------- | -------------------- | -------- | -------------- |
| Rep. Ceca   | Petra Kvitová        | 3        | 1              |
| Romania     | Simona Halep         | 4        | 2              |
| Danimarca   | Caroline Wozniacki   | 5        | 3              |
| Polonia     | Agnieszka Radwańska  | 8        | 4              |
| Russia      | Ekaterina Makarova   | 9        | 5              |
| Germania    | Andrea Petković      | 10       | 6              |
| Stati Uniti | Venus Williams       | 11       | 7              |
| Germania    | Angelique Kerber     | 12       | 8              |
| Spagna      | Carla Suárez Navarro | 13       | 9              |

* Ranking al 16 febbraio 2015.

### Altre Partecipanti
Giocatrici che hanno ricevuto una wild card per il tabellone principale:
- Viktoryja Azaranka
- Ons Jabeur
- Caroline Wozniacki

Giocatrici passate dalle qualificazioni:

- Alexandra Dulgheru
- Kirsten Flipkens
- Dar'ja Gavrilova
- Stefanie Vögele

## Campionesse

### Singolare
Lucie Šafářová ha battuto  Viktoryja Azaranka con il punteggio di 6-4, 6-3.

### Doppio
Raquel Kops-Jones /  Abigail Spears hanno battuto in finale  Hsieh Su-wei /  Sania Mirza con il punteggio di 6-4, 6-4